# Kimitoön (ö)
Kimitoön
(Kimito; finska: Kemiö, Kemiönsaari) är en ö i Åboland i Egentliga Finland. Ön är Finlands största kustö; den är 25 kilometer bred, nästan 50 kilometer lång och upptar en yta om cirka 560 kvadratkilometer.
På Kimitoön finns Kimitoöns kommun samt en del av Angelniemi, som numera är en del av Salo stad. Majoriteten av öborna är svenskspråkiga. Mellan 1969 och 2008 fanns fyra kommuner på ön: huvuddelarna av Kimito, Dragsfjärd och Västanfjärd samt en del av Halikko i Angelniemi som sammanslogs med Halikko 1967. 
Sandöström är sundet mellan Kimito och Karuna. Träsköfjärden skiljer Kimito från Finby i Salo stad. Finnudden (finska: Suomenkulma) är också en del av ön.